# Big Star
Big Star fue una banda de rock estadounidense formada en Memphis, Tennessee en 1971. Suele considerarse uno de los grupos precursores del power pop. Influenciada por el pop de los años 60, especialmente por grupos como The Beatles, The Byrds, The Kinks, The Zombies, Badfinger, The Who, Todd Rundgren, Moby Grape y The Beach Boys, la música de Big Star es un pop lírico, enérgico y a veces nostálgico de la década precedente. Su estilo tiene también conexiones con el estilo relajado del sello discográfico radicado en Memphis, Stax Records, así como del rockabilly de los comienzos de Sun Records. En la época de los cantautores y los grupos de heavy metal, Big Star interpretó concisas canciones de pop melódico. Aunque en el momento de su disolución no alcanzaron éxito comercial, actualmente son considerados uno de los grupos más aclamados de los años setenta.

## Trayectoria

### Primera formación
Big Star se formó en 1971 en la ciudad de Memphis (Tennessee) por el guitarrista y cantante Chris Bell, el bajista Andy Hummel, el batería Jody Stephens, y el guitarrista y cantante Alex Chilton. Aunque los cuatro componían y cantaban, la mayoría de las canciones del grupo fueron compuestas e interpretadas por Bell y Chilton, que formaban un equipo creativo similar al de Lennon y McCartney.
Bell compuso dos de las canciones del primer repertorio del grupo cuando formaba parte de dos encarnaciones anteriores del grupo, denominadas Icewater y Rock City, a las que también pertenecieron Stephens, Terry Manning, Thomas Eubanks, Steve Rhea, Hummel, Vance Alexander, Richard Rosebrough y, finalmente, Chilton. Las grabaciones de finales de los 60 y comienzos de los 70 de esos grupos se incluyen en los álbumes Rock City y Rockin' Memphis, editados por Lucky Seven/Rounder Records en 2003.
El grupo fue bautizado como Big Star (el nombre procede de una tienda local de Memphis) durante las sesiones de grabación en las que participó Chilton (antiguo líder de The Box Tops) y que proporcionaron el material para el primer LP del grupo, #1 Record. El disco fue producido por John Fry, jefe de los Ardent Studios, con la asistencia de Terry Manning, que añadió algunos coros y arreglos de teclado. #1 Record se editó en 1972, pero Ardent Records tuvo problemas con los distribuidores Stax y Columbia Records, que tuvo como resultado que se vendiesen muy pocos ejemplares. 
Bell, tratando de vencer una severa depresión, y decepcionado por la falta de éxito comercial, abandonó el grupo en 1972 para desarrollar su carrera en solitario. Big Star se disolvió durante una corta temporada, pero sus integrantes volvieron a ponerlo en marcha y editaron Radio City en 1974. En este álbum aparecen dos de las canciones más famosas del grupo, "September Gurls" y "Back of a Car". Aunque no aparece en los créditos, Bell intervino en la creación de algunas canciones del álbum, como "O My Soul" y la citada "Back of a Car", según Fry (citado por Clark, 1992) y Hummel (citado por Jovanovic, 2004). La cubierta original del álbum era una fotografía en color, "The Red Ceiling", obra del conocido fotógrafo William Eggleston. A pesar de obtener excelentes críticas, no fue un éxito de ventas: Hummel abandonó la banda y fue sustituido por John Lightman para las actuaciones en directo. 
Chilton y Stephens grabaron varios temas con el productor Jim Dickinson para un proyectado doble LP con numerosos amigos e invitados, incluyendo a la vocalista Lisa Aldridge, el batería Richard Rosebrough, Lee Baker de Mud Boy and the Neutrons, y Steve Cropper. Rosebrough había intervenido en algunas grabaciones en solitario de Chilton, en 1970, después de la separación de los Box Tops y antes de que se formara Big Star, y participó también en tres de los temas de Radio City ("What's Goin' Ahn", "She's a Mover" y "Mod Lang", según Jody Stephens, citado por Metz). Tras grabar este disco, la banda volvió a deshacerse a finales de 1974. El disco apareció finalmente cuatro años más tarde, en el sello PVC, con el título de Third, un álbum que combina un enfoque más intimista con una marcada sensibilidad pop, próxima a referentes que van de The Left Banke a The Velvet Underground. En 1992 se reeditó en formato CD con el título de Third/Sister Lovers.
En los años 80, los críticos comenzaron a citar los discos de Big Star entre los más destacados de la década anterior, y los consideraron un importante eslabón entre el clásico pop de guitarras de los 60 y los sonidos de la new wave y del rock alternativo de los 80. Muchas bandas alternativas de los 80 y 90, como R.E.M., Teenage Fanclub, The Replacements, Primal Scream, Bill Lloyd y The dB's han citado a Big Star como una de sus principales influencias. The Bangles incluyeron una versión de "September Gurls" en su disco Different Light (1985) y, más recientemente, Wilco ha mostrado una fuerte influencia de Sister Lovers, especialmente en su álbum A Ghost Is Born.

### Reunión de la banda
Chilton y Stephens se reunieron en 1993 con Jon Auer y Ken Stringfellow de The Posies tomando el lugar de Bell (quien falleció en 1978 en un accidente automovilístico) y Hummel (que había abandonado la música para trabajar como ingeniero) para dar un concierto en la Universidad de Misuri. En uno de los bises la banda interpretó el tema "Duke of Earl" de Gene Chandler, reflejando el interés de Chilton por las raíces del rock and roll. Este concierto fue seguido de giras por Europa y Japón, así como por una aparición en The Tonight Show. A raíz de estos conciertos se publicaron los discos Columbia: Live at Missouri University 4/25/93, grabación de la primera actuación tras la reunión de la banda; Big Star Live (grabación radiofónica de una actuación del grupo en 1974 en Long Island, y Nobody Can Dance, que recoge el último concierto del grupo como trío, que tuvo lugar en Overton Park, en Memphis.
Big Star se dio a conocer ante una nueva generación de fanes cuando su tema "In the Street" fue seleccionado como canción representativa de la década de los 70 para la comedia de situación That '70s Show, que lo usó como sintonía de cabecera de la serie en 1998. En 1999, Cheap Trick grabó una nueva versión del tema, rebautizándolo "That '70s Song". "That '70s Song" y la canción original de Big Star "September Gurls" fueron incluidos en un álbum editado por los productores del programa, That '70s Show Presents That '70s Album: Rockin'.
Los nuevos Big Star regresaron a Ardent Studios a comienzos de 2004 para trabajar en un nuevo álbum de larga duración. El trabajo resultante, titulado In Space, fue editado el 27 de septiembre de 2005 por el sello Rykodisc.
La compañía InVision Motion Picture Group ha comprados los derechos del libro sobre Big Star de Rob Jovanovic Big Star. The Story of Rock's Forgotten Band y se encuentra en la realización de un largometraje sobre la historia del grupo.

## Integrantes
- Alex Chilton – guitarra, piano, voz (1971–1974, 1993–2010)
- Jody Stephens – batería, voz (1971–1974, 1993–2010)
- Chris Bell – guitarra, voz (1971–1972)
- Andy Hummel – bajo, voz (1971–1973)
- John Lightman – bajo, coros (1974)
- Jon Auer – guitarra, voz (1993–2010)
- Ken Stringfellow – bajo, voz (1993–2010)

## Discografía

### Álbumes
- Number 1 Record. Ardent/Stax (abril de 1972).
- Radio City. Ardent/Stax (febrero de 1974).
- Third/Sister Lovers. PVC (julio de 1978).
- Live (en vivo). Rykodisc (marzo de 1992).
- Live At Missouri University (4.25.93) (en vivo). Zoo (septiembre de 1993).
- Nobody Can Dance (mezcla de ensayos y una grabación de consola de una presentación de comienzos de 1971). Norton (marzo de 1999).
- In Space. Rykodisc (septiembre de 2005).

### Sencillos
- "In The Street / When My Baby's Beside Me". Ardent (abril de 1972).
- "Don't Lie To Me / Watch The Sunrise". Ardent (julio de 1972).
- "O My Soul / Morpha Too - I'm In Love With a Girl". Ardent (febrero de 1974).
- "September Gurls / Mod Lang". Ardent (febrero de 1974).
- "Kizza Me / Dream Lover". PVC (julio de 1978).
- "Jesus Christ / Big Black Car". PVC (diciembre de 1978).

### Álbumes de homenaje
- Not The Singer But The Songs... An Alex Chilton Tribute. Munster (1991).
- A Tribute To Big Star. Lunasea (noviembre de 2001).
- Big Star Small World. Koch (mayo de 2006).